# تاريخ شرق آسيا

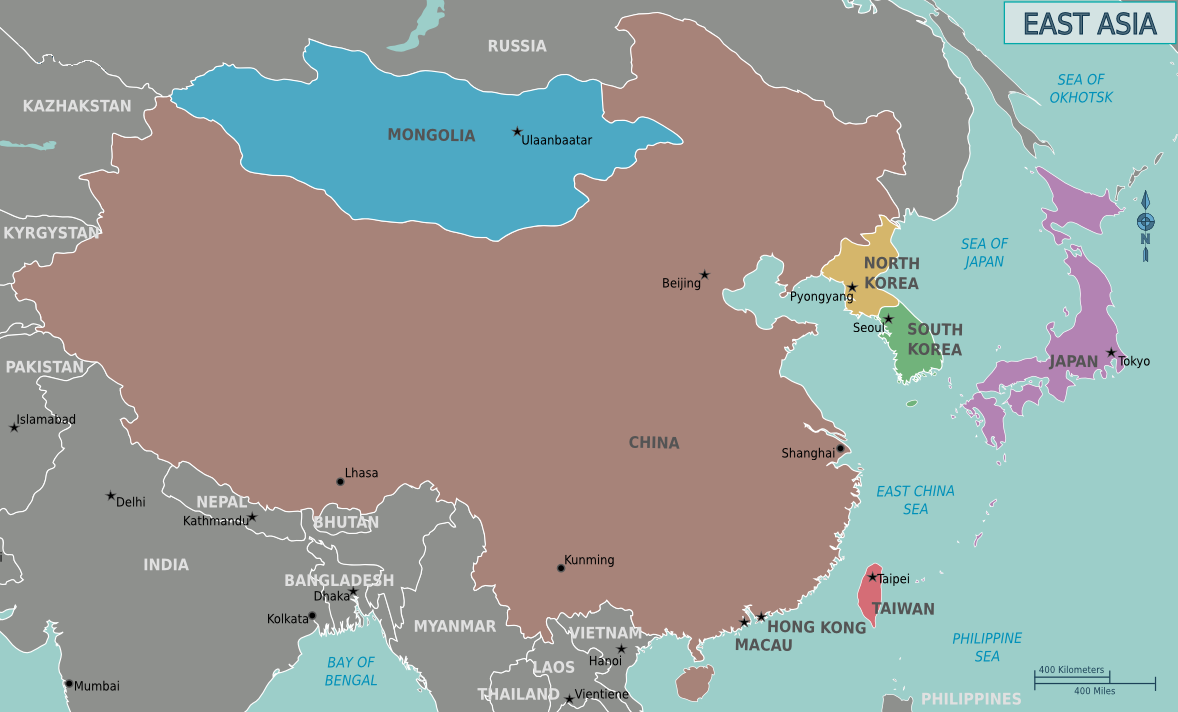
الخريطة السياسية المعاصرة لشرق آسيا.

يشتمل تاريخ شرق آسيا على تواريخ كل من الصين واليابان وكوريا وتايوان ومنغوليا من عصور ما قبل التاريخ حتى الوقت الحاضر.
منطقة شرق آسيا ليست موحّدة ولكل دولة من دوله تاريخ وطني مختلف، لكن يؤكد العلماء أن هذا الإقليم يتسم بنمط مميز من التطور التاريخي. وهذا جليٌّ في الترابط بين دول شرق آسيا، الأمر الذي لا يتضمن جُملة الأنماط التاريخية فحسب، بل مجموعة مُحددة من الأنماط التي أثرت على كل أو معظم دول شرق آسيا على مستويات متوالية.

## خلفية تاريخية
تُعد دراسة تاريخ شرق آسيا كدراسة منطاقية جزءًا من نهضة الدراسات الشرق آسيوية بصفتها حقلًا أكاديميًا في الدول الغربية. بدأ تدريس ودراسة التاريخ الشرق آسيوي في الغرب في نهاية القرن التاسع عشر. في الولايات المتحدة، اعتقد الأميركيون من أصل آسيوي حوالي فترة حرب فيتنام أن دروس التاريخ كانت متمحورةً حول أوروبا ومُدعومةً على حساب مقرر مبني على التاريخ الآسيوي. في الوقت الحاضر، يبقى التاريخ الشرق آسيوي حقلًا رئيسيًا ضمن الدراسات الآسيوية. يميل المؤرخون التاريخيون في المنطقة إلى التشديد على تفرّد تقاليد بلدانهم الخاصة، ثقافتها وتاريخها لأن ذلك يساعدهم على شرعنة مطالبتهم بالأراضي وتقليص النزاعات الداخلية. هناك أيضًا قضية الكُتّاب المنفردين المتأثرين بمفاهيم مختلفة حول المجتمع والتطور، الأمر الذي يقود إلى وجود بيانات متضاربة. قادت هذه العوامل، من بين عوامل أخرى، العلماء إلى التشديد على ضرورة وجود أُطر عمل مناطقية وتاريخية أكثر شمولية. وُجدت أيضًا قضايا حول تعريف المؤشرات الدقيقة التي جعلت التاريخ الشرق آسيوي بصفته دراسة أكاديمية يركز على علاقات شرق آسيا مع مناطق أخرى من العالم.
كانت هذه الأقاليم، أو حضارات الصين واليابان وكوريا، تحت حكم العديد من السلالات أو الأنظمة الحاكمة وتغيرت حدودها نتيجة الحروب ضمن السلالات في الإقليم نفسه أو الحروب بين الأقاليم. في حقبة ما قبل التاريخ، عاش الإنسان المنتصب في شرق وجنوب آسيا منذ نحو 1.8 مليون حتى 40.000 عام مضى.
يعتقد الكثيرون أن الأنظمة أو الأديان التي طُورت وانتشرت في شرق آسيا تتضمن الكونفوشية والبوذية والطاوية. كانت الصين تحت حكم سلالة شيا (صحتها التاريخية موضع جدل)، ثم سلالتي شانغ وزو تتبعهما سلالتا كين وهان. خلال حقبة ما قبل التاريخ، كان لهذه المناطق الثلاث أسلوبها الخاص في السياسات الإقليمية والثقافة والتجارة، وكانت نسبيًا أقل تأثرًا بالعالم الخارجي.
يعود تاريخ الحضارة المسجلة إلى عام 2000 ق.م تقريبًا في عهد سلالة شانغ على امتداد وادي النهر الأصفر. توسعت الحضارة إلى مناطق أخرى في شرق آسيا بالتدريج. في كوريا، أصبحت غوجوسون أول دولة منظمة نحو عام 195 ق.م تقريبًا. وظهر أرخبيل اليابان كدولة موحدة بإيجاد أول دستور لها عام 604 م. كان استحداث البوذية وطريق الحرير أدوات فعالة في بناء ثقافة واقتصاد شرق آسيا.
تفاعلت السلالات الحاكمة الصينية مثل سوي وتانغ وسونغ وألهمت شخصيتي اليابان وكوريا المبكرتين. ومع انتهاء الألفية الميلادية الأولى، كانت الصين أكثر الحضارات تقدمًا في شرق آسيا حينها وأنتجت الاختراعات الأربعة العظيمة للصين القديمة. من المرجح أن الناتج القومي الإجمالي للصين كان الأكبر في العالم أيضًا. اتحدت اليابان وكوريا تمامًا كدولتين مركزيتين تحت ظل حكم مملكة غوريو وفترة هيان.
عرقل الظهور المفاجئ لإمبراطورية المغول المرتحلة شرق آسيا، فقد وحّدت معظم آسيا تحت حكم دولة واحدة في ظل قيادة قادة مثل جنكيز خان، سوبوتاي، قوبلاي خان. ضُم كامل الصين وكوريا إلى حكم سلالة يوان المنغولية. حاول المنغوليون احتلال اليابان في حادثة غزو المغول لليابان وفشلوا. كان العهد المنغولي في شرق آسيا قصير العمر نتيجة الكوارث الطبيعية وضعف القدرات الإدارية. عقب انهيار سلالة يوان، اعتنقت سلالات حاكمة جديدة مثل سلالة مينغ الصينية وجوسيون الكورية الكونفوشية الجديدة كعقيدة رسمية للدولة. كانت اليابان حينها واقعة في حرب مقاطعات أهلية عُرفت بفترة سينغوكو واستمرت أكثر من قرن ونصف. ومع دخول القرن السادس عشر سافر التجار الأوروبيون والمبشرون بحرًا إلى شرق آسيا للمرة الأولى. أسس البرتغاليون مستعمرةً في ماكاو، الصين وحاولوا تنصير اليابان. في السنوات الأخيرة من فترة سينغوكو، حاولت اليابان توسيع إمبراطوريتها بغزو كوريا إلا أنها هُزمت عن طريق قوات كوريا والصين المتحدة في نهاية القرن السادس عشر.
منذ القرن السابع عشر فصاعدًا، اختارت الأمم الشرق آسيوية مثل الصين، اليابان، وكوريا سياسة انعزالية في استجابتها للتواصل مع أوروبا. انطوى القرن السابع عشر والثامن عشر على تضخم اقتصادي وثقافي كبيرين. سيطرت سلالة كينغ الصينية على المنطقة مع حفاظ سلالة إيدو اليابانية على استقلالها الكامل. في هذا الوقت قادت تفاعلات محدودة مع التجار والمفكرين الأوروبيين إلى قيام شركة الهند الشرقية التابعة لبريطانيا العظمى وبداية اليابان بالدراسات الغربية. شهد العقد الأول في القرن التاسع عشر سيطرة الإمبريالية الأوروبية المباشرة على المنطقة. لم تستطع سلالة كينغ الصينية الدفاع عن نفسها ضد البعثات الاستعمارية المتعددة من بريطانيا العظمى وروسيا وفرنسا خلال حرب الأفيون. اختارت اليابان في هذه الأثناء طريق التغريب في ظل فترة مييجي وحاولت العصرنة عن طريق اتباع السياسات والنماذج الاقتصادية الأوروبية والغربية. ضُمت الإمبراطورية اليابانية الصاعدة إلى كوريا بالقوة عام 1910. بعد سنوات من الحرب الأهلية والارتكاس، تنحى آخر أباطرة الصين بوئي عام 1912 واضعًا بذلك نهاية لتاريخ الصين الإمبراطوري الذي استمر لأكثر من ألفيّتين من سلالة كين إلى سلالة كينغ.
في غمرة محاولات جمهورية الصين لبناء دولة معاصرة، ضغطت التوسعية اليابانية تجاهها في النصف الأول من القرن العشرين، ووصلت ذروتها في الحرب الوحشية الثانية بين الصين واليابان حيث مات أكثر من عشرين مليون شخص خلال غزو اليابان للصين. أصبحت حروب اليابان في آسيا جزءًا من الحرب العالمية الثانية بعد هجوم اليابان على بيرل هاربر الأميركي. هُزم اليابانيون على يد الحلفاء الذين ساهموا في بناء النظام العالمي الجديد تحت تأثير الأميركيين والسوفيت حول العالم. إثر ذلك، علق شرق آسيا في براثن الحرب الباردة. وقعت جمهورية الصين الشعبية بدايةً تحت حكم الحملة الروسية لكن اليابان رُبطت بثبات بالأمم الأوروبية في ظل الاحتلال الأميركي. عُرف تعافي اليابان بالمعجزة الاقتصادية اليابانية بعد الحرب. قاد التنافس السوفيتي الغربي إلى الحرب الكورية، التي أدت إلى خلق دولتين منفصلتين موجودتين في الوقت الحاضر.
أدخلت نهاية الحرب الباردة ونهضة العولمة كلًا من كوريا الجنوبية وجمهورية الصين الشعبية إلى عالم الاقتصاد. منذ عام 1980، ازدادت الثوابت الاقتصادية والمعيشية في كوريا الجنوبية والصين بشكل أُسّي. في الأزمنة المعاصرة، يُعد شرق آسيا إقليمًا عالميًا محوريًا ذا تأثير كبير على أحداث العالم. عام 2010، كان تعداد سكان شرق آسيا يعادل 24% من تعداد سكان العالم تقريبًا.

## عصور ما قبل التاريخ
يُعتقد أن الإنسان المنتصب («الإنسان ذي القامة المستوية») قد عاش في شرق وجنوب شرق آسيا بين 1.8 مليون و40,000 سنة خلت.
وفي الصين على وجه الخصوص، عُثر على حفريات تمثل 40 فردًا من جنس الإنسان المنتصب، والذي عُرف باسم إنسان بكين، بالقرب من بكين في زوكوديان، والتي يُقدّر امتداد جذورها التاريخية إلى 400,000 عام تقريبًا. ويُعتقد أن هذا الجنس قد عاش في الصين لمئات الآلاف من السنين، ومن المحتمل حتى 200 ألف عام في إندونيسيا. ربما كان جنس الإنسان المنتصب هو أول من استخدم النار وطهى الطعام. هاجر الإنسان العاقل إلى مناطق آسيا الداخلية، على الأرجح في إثر قطعان البيسون والماموث، ووصل إلى جنوب سيبيريا قبل 43,000 عام، وانتقل بعضهم جنوبًا أو شرقًا من جنوب سيبيريا. تضمّ أولى مواقع العصر الحجري الحديث حضارة نانشوانغتو التي يعود تاريخها إلى 7500 قبل الميلاد حتى إلى 6100 قبل الميلاد تقريبًا، وحضارة بينغتوشان بين 7500 قبل الميلاد حتى 6100 قبل الميلاد، وحضارة بيليغانغ، 7000 قبل الميلاد حتى 5000 قبل الميلاد. كما ظهرت أولى القرى الصين في ذلك الزمان.
في كوريا، يُسمّى عصر فخار جلمن أحيانًا «العصر الحجري الحديث الكوري»، ولكن بالنظر إلى نُدرة الزراعة المكثفة والأدلة على أسلوب الحياة «الحجري الحديث» على الطراز الأوروبي في أحسن الأحوال، فإن مثل تلك التسميات تُعتبر مضللة. اتسم عصر جلمن بكونه حقبة للصيد، والجمع، وزراعة النباتات على نطاق ضيق. يُشير علماء الآثار أحيانًا إلى نموذج أسلوب الحياة ذلك باسم «الصيد وجمع الثمار العام».
مرت اليابان بعصر جلمن بين الأعوام 14,000 قبل الميلاد و300 قبل الميلاد، مع وجود بعض سمات حضارات العصر الحجري الحديث والعصر الحجري المتوسط.

## شرق آسيا القديم

### السلالات الحاكمة في الصين القديمة
سلالة شيا الحاكمة في الصين (من 2100 تقريبًا إلى 1600 ق.م) هي أول سلالة وُصفت في السجلات التاريخية القديمة مثل سجلات المؤرخ الكبير التي كتبها سيما شيان وحوليات الخيزران.
جاءت بعد ذلك سلالة شانغ، التي حكمت في وادي النهر الأصفر. استُمدت الرواية الكلاسيكية عن سلالة شانغ من نصوص مثل كتاب الوثائق وحوليات الخيزران وسجلات المؤرخ الكبير. وفقًا للتسلسل الزمني التقليدي، حكمت شانغ من 1766 ق.م إلى 1122 ق.م، ولكن وفقًا للتسلسل الزمني المبني على «النص الحالي» لحوليات الخيزران، حكمت السلالة من 1556 ق.م إلى 1046 ق.م.
حكمت سلالة زو أطول فترة في التاريخ الصيني من نحو 1046-256 ق.م. لكن السيطرة السياسية والعسكرية للسلالة الملقبة «جي» (بالصينية: 姬)، استمرت حتى عام 771 ق.م فقط، وهي الفترة المعروفة باسم زو الغربية. بلغ صنع الأواني البرونزية الصينية في هذه الفترة ما يعتبره الكثيرون ذروته. شهدت هذه الفترة أيضًا تطور النص المكتوب إلى الشكل الحديث باستخدام كتابة قديمة ظهرت خلال الفترة المتأخرة من حقبة الممالك المتحاربة.

### الرُّحَّل في السهوب المنغولية
سكنت قبائل الرحل أراضي منغوليا الحالية ومنغوليا الداخلية في العصور القديمة. وكانت الثقافات واللغات في هذه المناطق متقلبة ومتغيرة بكثرة. بدأ استخدام الخيول في الرعي والتنقل خلال العصر الحديدي. كان شمال غرب منغوليا أتراكيًا وكان الجنوب الغربي تحت تأثير هندي أوروبي (تخاريون وسكوثيون). في العصور القديمة، سكنت الأجزاء الشرقية من منغوليا الداخلية والخارجية شعوب مغولية انحدرت من شعب دونغ هو والكثير من القبائل الأخرى، كانت هذه الممالك تنغرية رعوية تمتطي الخيل وعلى اتصال وثيق بالصينيين المزارعين. وبصفتها اتحادًا للرُحّل مؤلفًا من عشائر مختلفة، ازدهرت دونغ هو في القرن الرابع ق.م، ما أجبر القبائل المحيطة بها على دفع الإتاوة، وضايقت باستمرار دولة تشاو الصينية (325 ق.م، خلال السنوات الأولى من حكم وولينغ). ولاسترضاء الرحل، أطلق الحكام الصينيون المحليون الرهائن المهمين ورتبوا الزيجات. في عام 208 ق.م هزم إمبراطور شيونغنو، مودو شانيو، في حملته العسكرية الكبرى الأولى دونغ هو، التي انقسمت إلى قبيلتين جديدتين هما شيانبي وووهوان. كانت شيونغنو أكبر أعداء الهان من الرحل الذين خاضوا الحروب ضد سلالة هان لأكثر من ثلاثة قرون قبل أن يتفككوا. رجعت شيانبي وحكمت السهوب شمال سور الصين العظيم. نشأ لقبا خاقان وخان من قبيلة شيانبي.

### كوريا القديمة
وفقًا لكتاب تذكارات الممالك الثلاث، أُسست مملكة غوجوسون في عام 2333 ق.م من قبل دانغن، الذي قيل إنه من نسل أمير سماوي وامرأة دب. شجعت غوجوسون على قيام زراعة مستقلة في لياونينغ وعلى طول نهر تايدونغ. في عام 108 ق.م، غزت سلالة هان الصينية بقيادة الإمبراطور وو غوجوسون وهزمتها. أنشأ الهان أربع قيادات لإدارة إقليم غوجوسون السابق. بعد تفكك إمبراطورية هان خلال القرن الثالث والفوضى في القرن الرابع، خرجت المنطقة عن السيطرة الصينية وحكمتها مملكة غوغوريو في 313 م.
في 58 ق.م، قُسمت شبه الجزيرة الكورية إلى ثلاث ممالك، بايكتشي وشلا وغوغوريو. على الرغم من تشاركهم اللغة والثقافة، تحاربت هذه الممالك الثلاث باستمرار للسيطرة على شبه الجزيرة. وخاضت غوغوريو حروبًا متواصلة مع الصينيين. منها حرب غوغوريو سوي، التي تمكنت فيها مملكة غوغوريو من صد القوات الغازية التابعة لسلالة سوي.
بعد احتلال مملكة شلا الدول المدن المجاورة، تمكنت من الوصول إلى البحر الأصفر، ما جعل الاتصال المباشر مع سلالة تانغ ممكنًا. تعاونت سلالة تانغ مع شلا وخططت لغزو غوغوريو. وبما أن غوغوريو كانت قادرة على صد الغزوات الصينية السابقة من الشمال، يمكن أن تسقط غورغوريو إذا هاجمتها شلا من الجنوب في الوقت نفسه. لتحقيق هذا الهدف، كان على تحالف تانغ شلا القضاء على بايكتشي الحليف الاسمي لغوغوريو وتأمين قاعدة عمليات في جنوب كوريا لتكوين جبهة ثانية. في عام 660، هاجمت قوات تحالف تانغ شلا بايكتشي، ما أدى إلى ضم بايكتشي إلى شلا. قضى تحالف تانغ شلا فعليًا على بايكتشي حين استولى على العاصمة سابي، وآخر ملك لبايكتشي، أويجا، ومعظم أفراد العائلة المالكة. كانت ياماتو اليابان وبايكتشي حلفاء متقاربين منذ فترة طويلة. في عام 663، اجتمعت قوات إحياء بايكتشي وأسطول بحري ياباني في بايكتشي الجنوبية لمواجهة قوات شلا في معركة بايكغانغ. وأرسلت أسرة تانغ 7000 جندي و170 سفينة. بعد خمس مواجهات بحرية وقعت في أغسطس 663 في بايكغانغ، التي تعتبر المناطق السفلى من نهر تونغجين، انتصرت قوات تانغ شلا.
حولت قوات تانغ شلا انتباهها إلى غوغوريو. ورغم أن غوغوريو صدت سلالة سوي قبل قرن من الوقت، فإن الهجمات التي شنتها تانغ من الغرب أثبتت هولها. انتصر تحالف تانغ شلا في حرب غوغوريو تانغ. وهكذا وحدت شلا معظم شبه الجزيرة الكورية في عام 668. كان لاعتماد المملكة على أسرة تانغ الصينية ثمنه. إذ وجب على شلا أن تقاوم بالقوة فرض الحكم الصيني على شبه الجزيرة بالكامل. قاتلت شلا بعد ذلك لما يقارب عقدًا من الزمن بغية طرد القوات الصينية وإقامة مملكة موحدة تمتد شمالًا حتى بيونغ يانغ الحالية. لم يدم توحيد شلا لكوريا طويلًا. ولاحقًا، ظهرت المنطقة الشمالية من دولة غوغوريو المفككة باسم مملكة بالهاي، بقيادة الجنرال السابق من غوغوريو داي جو يونغ.

### اليابان المبكرة
أُهِلت اليابان قبل أكثر من 30,000 سنة، حين ربطت الجسور البرية اليابان بكوريا وبالصين جنوبًا وبسيبيريا شمالًا. ومع ارتفاع مستوى مياه البحر، تشكلت الجزر الأربع الرئيسة قبل نحو 20,000 سنة، واختفت تمامًا الأراضي التي تربط اليابان الحالية بآسيا القارية قبل 15,000 إلى 10,000 سنة. حدثت بعد ذلك بعض الهجرات عبر شبه الجزيرة الكورية، التي ستشكل السبيل الرئيس للتبادل الثقافي لليابان مع آسيا القارية حتى فترة القرون الوسطى. وترد أساطير اليابان القديمة في كوجيكي («سجلات الأمور التاريخية») التي تصف أسطورة خلق اليابان وتنسب أباطرتها إلى إلهة الشمس أماتيراسو. عُثر على الفخار القديم في اليابان، وخاصة في كيوشو، الذي أشار إلى وجود فترتين رئيسيتين: جومون (7500-250 ق.م) وياويوي (250 ق.م-250 م). يمكن ترجمة جومون إلى «علامات الحبل» وتشيرالتسمية إلى نمط زخرفة الفخار في ذلك الوقت. كان هذا النمط أكثر تزيينًا من فخار يايوي اللاحق، الذي انتشر في مواقع أكثر (حول طوكيو مثلًا) ويبدو أنه طُور لتلبية أغراض عملية أكثر.

### نشوء الكونفوشية والطاوية
نشأت الكونفوشية والطاوية في فترة الربيع والخريف، عن شخصيتين تاريخيتين هما كونفوشيوس ولاوتزه. كانت لديهما نظم عقائدية متنافسة ومتكاملة. تؤكد الكونفوشية على النظام الاجتماعي والامتثال للآباء في حين تركز الطاوية على القوة الشاملة للتاو والتعافي الروحي.
الكونفوشية نظام أخلاقي وفلسفي تطور خلال فترة الربيع والخريف. طورت الكونفوشية لاحقًا عناصر ميتافيزيقية وكونية خلال حكم سلالة هان. بعد التخلي الرسمي عن الشرعوية في الصين بعد عهد أسرة تشين، أصبحت الكونفوشية أيديولوجية الدولة الرسمية في عهد الهان. وبدءًا من سلالة هان، استخدم معظم الأباطرة الصينيين مزيجًا من الشرعوية والكونفوشية لتكوين عقيدة جامعة. فتح تفكك حكم الهان في القرن الثاني الميلادي الطريق أمام المذاهب السوتيرية كالبوذية والطاوية للسيطرة على الحياة الفكرية آنذاك.
بدأت حركة إحياء الكونفوشية في عهد سلالة تانغ الحاكمة. ومع أواخر عهد سلالة تانغ الحاكمة، كانت الكونفوشية قد طوّرت خصائص تقتفي نموذجيّ البوذية والطاوية، مما أدى تدريجيًا إلى ظهور ما يعرف حاليًا باسم الكونفوشية الجديدة. عُمِد إلى تبني هذا الصيغة المُجدَّدة من الكونفوشية بوصفها أساسًا للاختبارات الإمبراطورية الصينية، والفلسفة الرئيسية لطبقة الموظفين العلماء خلال عهد سلالة سونغ الحاكمة. ثم هيمنت الكونفوشية كأيديولوجية تركت بصمتها على سائر شرق آسيا حتى سقوط سلالة تشينغ الحاكمة في العام 1911.
ظهرت حركة الطاوية على يد لاوتزه ذي الشخصية التي يكتنفها الغموض، والذي يُقال إنه عاش خلال القرنين السادس والخامس قبل الميلاد. أعلتْ تعاليمه من شأن النقاء الشخصي، والتوازن في الكون، ومصدر الحياة للطاو. نشأت أول صيغة منظمة للطاوية، وهي مدرسة تيانشي (السيد السماوي) والتي عُرفت لاحقًا باسم مدرسة شينغ يي، نشأت من حركة خمسة مكاييل الرز في نهاية القرن الثاني الميلادي؛ وقد أسس شانغ داولينغ تلك الحركة بعد زعمه أنّ لاوتزه قد تجلّى له في العام 142. جاء أول اعتراف رسمي بمدرسة تيانشي من قِبل الحاكم تساو تساو في العام 215، وهو الأمر الذي أكسب تساو تساو في المقابل شرعيةً لتسلم مقاليد الحكم. في منتصف القرن الثاني قبل الميلاد، صدر إقرار إمبراطوري باعتبار لاوتزه إلهًا.
استعادت الطاوية، ممثّلةً في مدرسة شانغشينغ، مكانتها الرسمية في الصين خلال عهد سلالة تانغ الحاكمة بين الأعوام (618-907)، وادعى أباطرتها صِلة القرابة بلاوتزه. بالرغم من ذلك، فإن حركة شانغشينغ كانت قد نمت في زمن سابق على تلك الحقبة، في القرن الرابع بالاستناد إلى سلسلة من الإلهام من لدن الآلهة والأرواح لشخص يانغ شي في السنوات الواقعة بين 364 و370.